# ريتشارد رومان
ريتشارد رومان (بالإنجليزية: Richard Roman)‏ هو سياسي أمريكي، ولد في 1811، وتوفي في 22 ديسمبر 1875. انتخب عضو مجلس نواب تكساس.